# Ada di Scozia
Ada di Scozia, o di Huntingdon; in inglese Ada of Huntingdon in olandese Ada van Schotland (Huntingdon, 1145 circa – Middleburg, 11 gennaio dopo il 1205), è stata contessa consorte d'Olanda, in quanto moglie dell'undicesimo (secondo gli Annales Egmundani, fu il decimo) Conte d'Olanda, Fiorenzo III, dal 1162 al 1190.

## Origine
Secondo il capitolo n° 57a della Chronologia Johannes de Beke, Ada era la figlia del conte di Huntingdon e di Northumbria ed erede al trono di Scozia, Enrico e di Ada de Warenne, che, secondo il cronista, priore dell'abbazia di Bec e sedicesimo abate di Mont-Saint-Michel, Robert di Torigny, era la moglie di Enrico e la madre del re di Scozia, Malcolm (la Chronica de Mailros riporta che Ada era la sorella del re di Scozia, Malcolm), figlia di Guglielmo II di Warenne e Elisabetta di Vermandois (definisce Ada sorella uterina di Waleran de Beaumont, I conte di Worcester).
Enrico di Scozia, come ci conferma il monaco e cronista inglese, Orderico Vitale, era figlio del re di Scozia, Davide I e di Matilde, contessa di Nortumbria, ereditata dalla propria famiglia e di Huntingdon, in quanto vedova del conte di Huntingdon, Simone I di Senlis, Enrico non divenne re di Scozia, in quanto premorì al padre. Ada era la sorella di un altro re scozzese, Guglielmo I il Leone e di un pretendente al trono, Davide.

## Biografia
Nei primi mesi del 1162, Ada fu data in moglie al Conte d'Olanda, Fiorenzo III, che secondo il capitolo n° 52 della Chronologia Johannes de Beke era il figlio secondogenito del decimo (secondo gli Annales Egmundani, fu il nono) conte d'Olanda, Teodorico VI e della futura contessa di Bentheim, Sofia di Rheineck, che, secondo gli Annales Egmundani, era figlia del conte di Rheineck ed conte palatino del Reno (come conferma anche il capitolo n° 52 della Chronologia Johannes de Beke), Ottone I di Salm e dell'erede della Contea di Bentheim, Gertrude di Northeim, che, secondo l'Annalista Saxo, era figlia del margravio di Frisia, Enrico di Northeim e della moglie, Gertrude di Braunschweig.
Il matrimonio viene riportato dal capitolo n° 57a della Chronologia Johannes de Beke che erroneamente definisce Enrico il padre di Ada, re di Scozia (Adam filiam Henrici prepotentis regis Scottorum), mentre la Chronica de Mailros riporta che il re di Scozia, Malcolm, dette in moglie la sorella Ada al conte d'Olanda, Fiorenzo (Malcolmus rex Scotorum dedit sororem suam aliam Ade comiti Florentio de Hoilande); infine, anche gli Annales Egmundani riportano che Fiorenzo sposò la sorella del re di Scozia, Malcolm (sororem Regis Scottorum nomine Ada), con un grande numero di navi e milizie.
Suo marito, Fiorenzo ricorda che quello fu l'anno del suo matrimonio, col documento n° 152 dell'Oorkondenboek Holland, datato 28 agosto 1162, inerente ad una donazione fatta all'abbazia di Egmond, assieme ad Ada.
Secondo il Complete Peerage XI, Fiorenzo, dopo il matrimonio, sempre nel 1162, ricevette dal cognato, Malcom IV, come dote di Ada, il titolo di Conte di Ross (non consultata), su cui però non riuscì ad esercitare alcun controllo e fu governata dal re di Scozia.
Suo marito, Fiorenzo fu un fedele alleato dell'imperatore del Sacro Romano Impero, Federico Barbarossa, partecipò alla spedizione di Federico in Italia.
Fiorenzo III, secondo il capitolo n° 58b della Chronologia Johannes de Beke, prese parte alla terza crociata e fu uno dei comandanti dell'imperatore Federico, Federico Barbarossa.
Durante la crociata, Fiorenzo morì, per la peste, nel 1190, come conferma il capitolo n° 58b della Chronologia Johannes de Beke, che riporta che Fiorenzo (Florencius comes Hollandieis) morì, il 1 agosto (kalendis augusti), del 1190 ad Antiochia, non molto tempo dopo l'imperatore, Federico Barbarossa, continuando che Fiorenzo fu inumato nella stessa abbazia dell'imperatore, la Grotta di San Pietro ad Antiochia. Anche la Beka's Egmondsch Necrologium, in Oppermann, O. (1933) Fontes Egmundenses a pagina 109, riporta l'anno ed il giorno della morte di Fiorenzo (non consultata).
A Fiorenzo III, succedette il figlio primogenito, Teodorico, come ci conferma il capitolo n° 59a della Chronologia Johannes de Beke.
Dopo la morte del marito, Ada viene citata in due documenti dell'Oorkondenboek Holland: il primo, il documento n° 230, datato 1198, inerente ad una donazione fatta alla chiesa Santa Maria di Utrecht, assieme al figlio, Teodorico VII; il secondo, il documento n° 273 dell'Oorkondenboek Holland, datato 1205, inerente ad una donazione all'abbazia di Rijnsburg, fatta dalla figlia, la margravia consorte di Brandeburgo, Ada o Adele, con l'approvazione della madre, Ada di Scozia, dei fratelli, Guglielmo, conte della Frisia orientale e Fiorenzo e della nipote, la Contessa d'Olanda, Ada.
La morte di Ada viene riportata dal capitolo n° 58b della Chronologia Johannes de Beke, che ricorda che morì l'11 gennaio (iii° ydus Ianuari), senza specificare l'anno e precisando che fu tumulata nell'Abbazia di Nostra Signora di Middleburg. Anche la Beka's Egmondsch Necrologium, in Oppermann, O. (1933) Fontes Egmundenses a pagina 109, riporta il giorno della morte di Ada, senza specificare l'anno (non consultata)

## Figli
Ada a Fiorenzo III diede undici figli:
1. Ada o Adele[2] ( † dopo il 1205), che sposò Ottone I di Brandeburgo (come confermano le Europäische Stammtafeln[19], vol I, 2 a pagina 183 (non consultate)[12])
2. Margherita[2] ( † dopo il 1203), che, nel 1182, sposò Teodorico IV, Conte di Cleves, come confermano sia gli Annales Egmundani[20]
3. Teodorico[2] ( † 4 novembre 1203), conte d'Olanda[15]
4. Guglielmo[2] ( † 4 febbraio 1222), conte della Frisia orientale[2] e poi, conte d'Olanda[21]
5. Fiorenzo[2] ( † 30 novembre 1210), Prevosto di Utrecht, fu vescovo di Glasgow, dal 1202 al 1207
6. Baldovino ( † 19 luglio 1204),citato nel documento n° 232 dell'Oorkondenboek Holland, datato 1198[22]
7. Roberto[2]
8. Beatrice[2]
9. Elisabetta[2]
10. Edvige, citata dalla Beka's Egmondsch Necrologium, in Oppermann, O. (1933) Fontes Egmundenses a pagina 110, che riporta il giorno della morte, 13 gennaio, ma non l'anno (non consultata)[12]
11. Agnese ( † 22 aprile 1228), badessa dell'abbazia di Rijnsburg, da 1205 (come confermano le Europäische Stammtafeln[19], vol II, 2 (non consultate)[12]).

## Ascendenza
|                                          |                                        |                                | Genitori                     |  |  | Nonni |  |  | Bisnonni              |  |  | Trisnonni          |  |
|                                          |                                        |                                |                              |  |  |       |  |  | Malcolm III di Scozia |  |  | Duncan I di Scozia |  |
|                                          |                                        |                                |                              |  |  |       |  |  | Malcolm III di Scozia |  |  | Duncan I di Scozia |  |
|                                          |                                        | Suthen                         |                              |  |  |       |  |  | Malcolm III di Scozia |  |  |                    |  |
| Davide I di Scozia                       |                                        |                                |                              |  |  |       |  |  | Malcolm III di Scozia |  |  |                    |  |
|                                          |                                        | Margaret di Scozia             | Edoardo l'esiliato           |  |  |       |  |  |                       |  |  |                    |  |
|                                          |                                        | Margaret di Scozia             | Edoardo l'esiliato           |  |  |       |  |  |                       |  |  |                    |  |
|                                          |                                        | Margaret di Scozia             | Agata di Kiev                |  |  |       |  |  |                       |  |  |                    |  |
| Enrico di Scozia                         |                                        | Margaret di Scozia             |                              |  |  |       |  |  |                       |  |  |                    |  |
|                                          |                                        | Waltheof, conte di Northumbria | Siward, conte di Northumbria |  |  |       |  |  |                       |  |  |                    |  |
|                                          |                                        | Waltheof, conte di Northumbria | Siward, conte di Northumbria |  |  |       |  |  |                       |  |  |                    |  |
|                                          |                                        | Waltheof, conte di Northumbria | Aelfflaed di Bernicia        |  |  |       |  |  |                       |  |  |                    |  |
| Maud di Northumbria                      |                                        | Waltheof, conte di Northumbria |                              |  |  |       |  |  |                       |  |  |                    |  |
|                                          |                                        | Judith di Lens                 | Lambert II, Conte di Lens    |  |  |       |  |  |                       |  |  |                    |  |
|                                          |                                        | Judith di Lens                 | Lambert II, Conte di Lens    |  |  |       |  |  |                       |  |  |                    |  |
|                                          |                                        | Judith di Lens                 | Adelaide di Normandia        |  |  |       |  |  |                       |  |  |                    |  |
| Ada di Scozia                            |                                        | Judith di Lens                 |                              |  |  |       |  |  |                       |  |  |                    |  |
|                                          | William de Warenne, I conte del Surrey | Rodulf II de Warenne           |                              |  |  |       |  |  |                       |  |  |                    |  |
|                                          | William de Warenne, I conte del Surrey | Rodulf II de Warenne           |                              |  |  |       |  |  |                       |  |  |                    |  |
|                                          | William de Warenne, I conte del Surrey | Emma                           |                              |  |  |       |  |  |                       |  |  |                    |  |
| Guglielmo di Warenne, II conte di Surrey | William de Warenne, I conte del Surrey |                                |                              |  |  |       |  |  |                       |  |  |                    |  |
|                                          |                                        | Gundred, contessa del Surrey   | …                            |  |  |       |  |  |                       |  |  |                    |  |
|                                          |                                        | Gundred, contessa del Surrey   | …                            |  |  |       |  |  |                       |  |  |                    |  |
|                                          |                                        | Gundred, contessa del Surrey   | …                            |  |  |       |  |  |                       |  |  |                    |  |
| Ada de Warenne                           |                                        | Gundred, contessa del Surrey   |                              |  |  |       |  |  |                       |  |  |                    |  |
|                                          |                                        | Ugo I di Vermandois            | Enrico I di Francia          |  |  |       |  |  |                       |  |  |                    |  |
|                                          |                                        | Ugo I di Vermandois            | Enrico I di Francia          |  |  |       |  |  |                       |  |  |                    |  |
|                                          |                                        | Ugo I di Vermandois            | Anna di Kiev                 |  |  |       |  |  |                       |  |  |                    |  |
| Elisabetta di Vermandois                 |                                        | Ugo I di Vermandois            |                              |  |  |       |  |  |                       |  |  |                    |  |
|                                          |                                        | Adelaide di Vermandois         | Erberto IV di Vermandois     |  |  |       |  |  |                       |  |  |                    |  |
|                                          |                                        | Adelaide di Vermandois         | Erberto IV di Vermandois     |  |  |       |  |  |                       |  |  |                    |  |
|                                          |                                        | Adelaide di Vermandois         | Adele di Valois              |  |  |       |  |  |                       |  |  |                    |  |
|                                          |                                        | Adelaide di Vermandois         |                              |  |  |       |  |  |                       |  |  |                    |  |